# الصمم في فرنسا
الصمم في فرنسا يتعلق بتجارب وتعليم ومجتمع الصم وضعاف السمع (دي أتش أتش) في فرنسا. تاريخ الأأشخاص الدي أتش أتش في فرنسا طويل. اعتبارًا من عام 2014 كان هناك حوالي 10،000،000 (10 ملايين) من الأشخاص الذين يعانون من ضعف السمع في فرنسا (16.1٪ من السكان) ومن بينهم حوالي 360،000 (0.6٪ من السكان) يعانون من قيود وظيفية "خطيرة للغاية أو كاملة" مما يعني عدم القدرة على سماع محادثة مع أشخاص متعددين وتحديد هويتهم على أنهم صم أو ضعاف السمع. في حين أن لغة الإشارة الفرنسية (أل أس أف) هي لغة الإشارة الرئيسية في فرنسا فإن لغة الإشارة الأمريكية (إيه أس أل) تُستخدم وتُدرس أيضًا على نطاق واسع. كما أن الكلام الموجه بالفرنسية وهو مزيج من الفرنسية المنطوقة ولغة الإشارة الفرنسية ليس أمرًا غير شائع أيضًا.

## ثقافة
في فرنسا يتخذ الأفراد الذين يعانون من صعوبات في السمع أحيانًا خطوات في وقت مبكر ومنتصف حياتهم لدمج أنفسهم في مجتمع السامعين. ومن أكثر الخطوات شيوعاً استخدام زراعة القوقعة وهي أجهزة يثبتوها على هياكل الأذن لنقل الأصوات إلى العصب السمعي. وهذا يسمح بتجاوز بعض الأضرار في تدفق السمع. يفحص العديد من الأطفال المولودين في فرنسا للكشف عن الصمم في غضون أسبوع من الولادة وعندما يعثر على الصمم يطلب العديد من الأطباء على الفور إجراء عملية زرع قوقعة للطفل. وهذا أمر مثير للجدل حيث يعتقد العديد من الآباء أنه من السابق لأوانه تطبيق هذا الإجراء. في حين أن فرنسا معترف بها على نطاق واسع باعتبارها واحدة من أقدم الدول التي حددت الأطفال المصابين بـالدي أتش أتش يقول الكثيرون إن عملية زراعة القوقعة تكون في وقت مبكر للغاية مما قد يؤدي إلى تنفير الأطفال المصابين بالـدي أتش أتش. ويعتبر العلاج النطقي المتعلق بالاغتراب شائعًا أيضًا. في هذا العلاج يدرب الأشخاص المصابين بـالدي أتش أتش على التحدث. وهذا يعطي إحساسًا بالاختلال لدى العديد من المعنيين ولكن ينفذ لأنه يسهل على العديد من الأفراد ذوي الإعاقة السمعية أداء وظائفهم خارج مجتمعات ذوي الإعاقة السمعية وفي المجتمعات التي لا يوقعون فيها بدرجة أساسية.
توجد مجتمعات وهياكل لمنع عزل الأفراد ذوي الإعاقة الذهنية والجسدية والاحتفال بهم. وتعتبر المجتمعات الصغيرة غير الرسمية للأفراد المصابين باضطراب فرط الحركة ونقص الانتباه شائعة، وفي هذه المجتمعات تكون الدوائر المتماسكة نسبيًا وزراعة القوقعة وعلاج النطق وما إلى ذلك غير ضرورية. حيث توجد الجمعيات لتمثيل احتياجات الأفراد ذوي الاحتياجات الخاصة والاحتفال بهم. وتشمل الأمثلة العروض والدورات التدريبية في مسرح آي في تي والدعوة السياسية التي تقوم بها أف أن أس أف لصالح الأشخاص ذوي الإعاقة ومهرجان كلين دويل الذي يقام كل عامين. كما يحتفل هذا المهرجان بالفنون والحفلات والأفلام والمحادثات وهو مهرجان موجه بالكامل إلى أفراد دي أتش أتش. تساعد هذه الهياكل على تشكيل مجتمعات حول الصمم ويبتعد الكثيرون عن الممارسات المطابقة التي يفرضها المجتمع لصالح هذا المجتمع المستقل ومجموعاته الفرعية المختلفة عبر طيف الصمم البشري.

## التعليم
القانون الفرنسي منذ عام 1989 يوحد تعليم الطلاب بلغة ثانية أثناء المدرسة الابتدائية ولكن على عكس البلدان الأخرى يحظر على اللغة الأساسية أو الثانوية للطلاب ذوي الاحتياجات الخاصة أن تكون لغة إشارة. وهذا يمثل عقبات كبيرة. إن القانون الذي صدر عام 2005 وكان بمثابة سياسة للمساواة في الحقوق حيث دمج طلاب ذوي الاحتياجات الخاصة في المدارس العادية مما أدى إلى إزالة الكثير من الدعم الذي كانوا يحظون به في السابق. ونتيجة لذلك يذهب العديد من طلاب Dدي أتش أتش إلى مدارس ليس لديها موظفون مدربون أو ممولون لتدريسهم بشكل فعال. ويميل هؤلاء الطلاب إلى التخلف عن الركب. 99.6% من طلاب دي أتش أتش يأخذون اللغة الإنجليزية كلغة أجنبية أولى والأغلبية الذين يأخذون لغة أجنبية ثانية يختارون لغة الإشارة الفرنسية وهو أقرب وقت يمكنهم فيه أخذ لغتهم الأم. لذلك يتعين على طلاب دي أتش أتش عمومًا أن يأخذوا دورتين في اللغة الأجنبية قبل دراسة اللغة الأم لديهم. وينسحب العديد من الأشخاص من لغاتهم الثانية ويضعون أنفسهم في الخلف أكاديميًا من أجل إتقان اللغة الفرنسية، وقد روجت هذه الاستراتيجية نتيجة لدراسة أجريت عام 2003 بواسطة إيفاني فيوزيلييه سوزا. وتُدرِّس بعض المدارس الكلام المُشار إليه باللغة الفرنسية أو "الفرنسية المُشار إليها" - وهو مزيج من اللغة الفرنسية الشفهية والفرنسية المُنطوقة - لفصول مختلطة من الطلاب الذين يسمعون وطلاب اللغة الفرنسية المُشار إليها ولكن استخدام هذه التقنية محدود بسبب انخفاض مستويات التدريب و/أو التمويل.
في حين أن بعض المدارس موجهة خصيصًا لطلاب ذوي الاحتياجات الخاصة إلا أن ليس كل أطفال ذوي الاحتياجات الخاصة لديهم إمكانية الوصول إليها لذا فإن العديد من الأفراد ذوي الاحتياجات الخاصة الذين يعانون من نقص اللغة يمرون بتعليمهم دون الأدوات اللازمة للنجاح. أظهرت دراسة أجريت عام 2020 حول الأخطاء الإملائية التي ارتكبها طلاب اللغة الفرنسية في دي أتش أتش أنه في حين أن عدد الأخطاء الإملائية لم يختلف كثيرًا إلا أن شدة كل خطأ إملائي كانت أعمق بسبب سوء الفهم الأساسي للغة ونتيجة لذلك كان من الصعب فهمها بدرجة كبيرة.

## التاريخ
في عام 1755 افتتح كاهن فرنسي يدعى الأب تشارلز ميشيل دي ليبيه مدرسة للصم على نفقته الخاصة. أنتجت هذه المدرسة لغة الإشارة اللفظية والتي تعتبر عمومًا أول لغة إشارة مكتملة يمكن إرجاعها مباشرة إلى لغة إشارة حديثة.
في ذلك الوقت تقريبًا ومع ظهور لغة الإشارة تحول القائمون على رعاية الأشخاص ذوي الإعاقة الذهنية من كونهم مدرسين في المقام الأول إلى كونهم أطباء. وبفضل أشكال الاتصال الجديدة أصبح تشخيص العديد من الأمراض والإصابات أسرع وأسهل بكثير. لقد أصبحت كمية الرعاية التي يتلقاها الأشخاص المصابون بـدي أف أف بين الأطباء والمعلمين أكبر الآن. ومع ذلك هناك مشاكل تتعلق بمعدل التعرف على الأمراض والالتهابات القاتلة وخاصة السرطان بالنسبة للأشخاص المصابين بـدي أف أف، وفي هذه الحالة تكون المرحلة المتوسطة للتعرف متأخرة بمرحلة كاملة تقريبًا عن التعرفات الطبيعية.

### الحرب العالمية الثانية
كانت فترة الحرب العالمية الثانية فترة متوترة بوجه خاص في تاريخ الصم حيث قُتل العديد من الصم كطريقة لتقليص عدد السكان تحت أوامر النازيين. وكانت فرنسا هي المكان الذي حدثت فيه ممارسة هذا الأمر ومع عدم توفر أرقام محددة إلا أن التأثير الذي شعروا به لم يكن ضئيلاً.
كانت هناك صراعات في فرنسا نفسها حيث تقدم العديد من الصم بطلبات للعمل في المصانع للمساعدة في المجهود الحربي ولكن رفضوهم بصفة غير قانونية. وفي أعقاب ذلك كتبت الرسائل ونشروها في الصحف الشعبية مثل الجازيت[أي منها؟] ووضعت سياسات تجعل رفض العمال الصم أمراً غير قانوني. ومع ذلك فإن هذه السياسات أثرت فقط على الذكور الفرنسيين الصم بسبب السياسات الأخرى المعمول بها.
في عام 1942 وافق رئيس الوزراء الفرنسي بيير لافال على تبادل السجناء مع العمال الألمان. مقابل كل ثلاثة عمال فرنسيين يرسلهم إلى ألمانيا يطلق سراح أسير حرب وإعادته إلى فرنسا. أرسل العمال الصم في المقام الأول وانتهى الأمر بالعديد منهم إلى أن يصبحوا أسرى حرب وخاصة أولئك الذين لم يتمكنوا من تعلم كيفية تفسير اللغة الألمانية المنطوقة بسرعة وهم الأغلبية.
ربما كنتيجة للطرق النشطة التي جعل بها الأفراد من ذوي الاحتياجات الخاصة أنفسهم منتشرون ومسموعون في فرنسا في زمن الحرب ظهرت المزيد من الشخصيات الصماء في وسائل الإعلام الفرنسية مما أدى إلى ازدهار فنون الصم والنضال من أجل الفردية.

## المنظمات

### مؤسسة العلوم الوطنية الفيدرالية
أف أن أس أف (Fédération Nationale des Sourds de France الاتحاد الوطني للصمم في فرنسا هو اتحاد يشارك في 89 منظمة مختلفة ويشتمل على مجموعة واسعة من المواضيع التي تكون مواقف مجتمع الصمم فيها غير ممثلة بدرجة كافية. ويسعى هذا الاتحاد إلى جعل حقوق وآراء الأفراد ذوي الإعاقة في فرنسا أكثر مراعاة ويساعد في الإشراف على بعض العمليات القانونية. كما يشارك هذا الاتحاد في اجتماعات مع وزارتي التربية الوطنية والشؤون الاجتماعية واللجنة الاستشارية الوطنية للأشخاص ذوي الإعاقة والهيئة العليا للصحة والمعهد الوطني للوقاية من التربية والصحة ومركز الآثار الوطنية والمجلس الأعلى للإعلام السمعي البصري وغيرها. إن القيم السائدة في الاتحاد هي الثقافة والوحدة والمشاركة والتمثيل الذاتي والتناسق والتراث والتضامن. وهذه هي القيم التي تتمسك بها في قراراتها. إنها القيم التي توضع في مركز التعليم في المعسكرات التي تستضيفها في جميع أنحاء أوروبا لتسهيل تعليم أل أس أف في الأطفال المحرومين من حقوقهم في دي أتش أتش. وهي عضو في الاتحاد الأوروبي للصم والاتحاد العالمي للصم.

### اختبار آي في تي
تتخذ فرقة آي في تي (المسرح البصري الدولي) من باريس مقراً لها حيث تعمل هناك منذ عام 1981. يدير العملية إيمانويل لابوريت وجنيفر ليساج ديفيد الذين يستخدمون المسرح كمركز تعليمي ومركز لبناء المجتمع للأفراد في مجتمع دي أتش أتش. ويحضر العديد من الأشخاص المسرح لحضور الدروس والمشاركة في العروض والتواجد في بيئة حيث تكون أل أس أف هي المعيار. تقدم العشرات من العروض سنويًا ويشارك المئات في الفصول الدراسية على مدار نفس الفترة الزمنية. تعقد الفصول الدراسية المتعلقة باللغة والثقافة والفنون المختلفة والمزيد داخل المبنى وعبر الإنترنت حيث يساهم المسرح على أوسع نطاق ممكن في تسهيل التعليم للأشخاص ذوي الإعاقة في فرنسا.

### ديفي
دي إي إيه أف آي التي تأسست في عام 2009 هي منظمة اتصال فرنسية تساعد مجتمع الصم عن طريق تحسين التواصل. ولتوسيع نطاق التعليم والتواصل تتخصص الشركة في مجال التواصل والاتصالات وهي معروفة بكاميرات الويب التي تساعد في الاستخدام عن بعد لـلأل أس أف. وتعمل الشركة على المساعدة في التواصل عبر الإنترنت وخاصة خلال تفشي فيروس كورونا المستجد (كوفيد-19). ومع ذلك فإن هدفها العام هو إعطاء العملاء الأدوات اللازمة للابتعاد عن هذا الإدمان وتحقيق الاستقلال. وتتخصص الشركة أيضًا في ربط عملائها بالتعليم المتخصص وفرص العمل لتسهيل الاستقلال في المستقبل.